# Punk Goes Acoustic 2
Punk Goes Acoustic 2 är en samlingsskiva med olika band som gjort om en av sina låtar för att spela akustisk gitarr.

## Låtlista
1. "Bruised" - Jack's Mannequin
2. "Don't Be So Hard" - theAUDITION
3. "Baby, Come On" - +44
4. "Sun" - Daphne Loves Derby
5. "Woe" - Say Anything
6. "Apology" - Alesana
7. "Jasey Rae" - All Time Low
8. "Red Light Pledge" - Silverstein
9. "Night Drive" - The All-American Rejects
10. "Three Cheers for Five Years" - Mayday Parade
11. "Staplegunned" - The Spill Canvas
12. "Who I Am Hates Who I've Been" - Relient K
13. "Welcome to 1984" - Anti-Flag
14. "The Only Song" - Sherwood
15. "Echoes" - Set Your Goals